# مارسلو لابارته
مارسلو لابارته (به پرتغالی: Marcelo Martini Labarthe) هافبک اهل برزیل است که در شهر پورتو الگره و در تاریخ ۱۲ اوت ۱۹۸۴ به دنیا آمده‌است.
مارسلو لابارته در تیم‌های فوتبال باشگاه ورزشی اینترناسیونال سابقهٔ حضور دارد.